# Allinghausen
Allinghausen ist ein Ort von 106 Ortschaften der Gemeinde Reichshof im Oberbergischen Kreis im nordrhein-westfälischen Regierungsbezirk Köln in Deutschland.

## Geografie
Allinghausen liegt westlich von Eckenhagen, die nächstgelegenen Zentren sind Gummersbach (10 km nordwestlich), Köln (54 km westlich) und Siegen (46 km südöstlich).

## Geschichte
Im Jahre 1402 wurde der Ort das erste Mal urkundlich erwähnt und zwar als „Tzergijs van Alnkusen“ mit anderen Helfern des Clas v. Ziyssen in einer Fehde mit der Stadt Köln genannt (Lokalisierung unsicher). 
Schreibweise der Erstnennung: Alnkusen
Sichere Nennung: 1509 als Alnerkuisen und zwar: „Clais von Alnerkuisen ist Zeuge in einem Grenzumgang.“
| Bevölkerungsentwicklung | Bevölkerungsentwicklung |
| Jahr                    | Einwohner               |
| ----------------------- | ----------------------- |
| 1946                    | 122                     |
| 1991                    | 146                     |
| 2005                    | 174                     |
| 2008                    | 184                     |
| 2017                    | 138                     |
| 2018                    | 136                     |
| 2019                    | 125                     |

## Verkehr
Die Landesstraße 341 verläuft durch Allinghausen. Der Ort liegt direkt an der östlich verlaufenden Bundesstraße 256 und 1 km nördlich der von Köln zur A 45 verlaufenden A 4.